# Mackenzie Crook
Paul Mackenzie Crook (Maidstone, 29 de setembro de 1971) é um ator e comediante britânico, conhecido pela representação da personagem de Gareth Keenan na série de televisão The Office e de Ragetti no filme Pirates of the Caribbean(Piratas do Caribe).
Crook interpretou o personagem Orell em Game of Thrones, na terceira temporada.